# 終極警探
《虎胆龙威》（英語：Die Hard）是約翰·麥提南导演、杰布·斯图尔特与斯蒂芬·德索萨编剧的1988年美国動作片，布鲁斯·威利斯、艾倫·瑞克曼、亚历山大·乔杜诺夫和邦妮·比蒂丽娅主演。影片根据罗德里戈·索普1979年小说《世事无常》改编，主体剧情是纽约市警察局警探約翰·麥克連到洛杉矶摩天大楼探视关系疏远的妻子时意外陷入恐怖分子劫持危机。电影其他演员包括雷金纳德·维尔约翰逊、威廉·阿瑟頓、保罗·格里森和哈特·巴克纳。
二十世纪福克斯1987年聘请斯图尔特把索普的小说改编成剧本，公司急于在第二年推出暑期大片，很快就为他写好的剧本开绿灯。阿诺·施瓦辛格和席維斯·史特龍等20世纪80年代最热门的男演员谢绝出演麦克莱恩，此前主要出演电视的威利斯以500万美元片酬接演，数额之高已位居好莱坞影星前列。业界专家认为福克斯此举欠妥，电影上映前还引发显著争议。《虎胆龙威》1987年11月开拍，次年3月收尾，预算2500至3500万美元，基本在洛杉矶福克斯广场及周边取景。
业界对本片期望不高，营销人员认为故事背景与男主角人选重要程度半斤八两，市场宣传一度对威利斯的参与低调处理。1988年7月电影上映后反响不一，针对暴力、剧情和威利斯演技的批评升级，麦克蒂尔南的导演、瑞克曼对大反派汉斯·格鲁伯充满魅力的演绎赢得赞誉。《虎胆龙威》1.4亿的票房远超业界预测，在全年电影票房榜排名第十，是成绩最好的动作片。影片获四项奥斯卡金像奖提名，威利斯跻身一线男星，瑞克曼也打响名气。
白驹过隙，《虎胆龙威》顶住时间考验，业界评价不断提升，在史上最佳动作片和圣诞电影评选名列前茅。威利斯扮演的麦克莱恩有缺点、会出错，与同时代其他电影里肌肉发达所向披靡的英雄截然不同，很大程度上促使动作片复兴。学界回顾时分析本片主题，如复仇、男子气概、性别定位，以及当代美国对外国影响的焦虑。片名成为英语新短语，意指英雄人物面对重重限制和困境与强大对手抗争、获胜希望极其渺茫。电影催生《虎胆龙威》系列，如续集《終極警探2》、《終極警探3》、《終極警探4.0》、《虎胆龙威5》，还有电子游戏、漫画图书及其他商品。2017年，本片因“文化、历史和美学领域的显著成就”入选美国国会图书馆國家影片登記表。

## 剧情
纽约市警察局警探約翰·麥克連趁圣诞假期抵达洛杉矶，计划探望关系疏远的妻子霍莉，在她公司举办的圣诞晚会上重归于好。豪华轿车司机阿盖尔把他送到霍莉公司楼下，而且愿意在停车场等他下来。麦克莱恩换衣服时，德国激进分子汉斯·格鲁伯带领卡尔与西奥等全副武装的恐怖分子占领大楼，除麦克莱恩趋乱溜走外，其他人都被劫为人质。
格鲁伯一行打算盗取楼内6.4亿美元无法追踪的不記名債券，他杀害未提供密码的高管约瑟夫·高木，要求西奥负责突破金库。恐怖分子发现麦克莱恩潜逃后派托尼追杀，但麦克莱恩反杀托尼并取走武器和通讯设备通知洛杉矶警察局。警局对报案将信将疑，派阿尔·鲍威尔警佐前去查看。麦克莱恩在此期间杀死别的恐怖分子，发现他们的背包装有C4炸药和雷管。鲍威尔没有发现任何可疑动静准备离开，麦克莱恩把恐怖分子尸体从楼上抛下且正掉上警车。鲍威尔马上呼叫总部支援，特種武器和戰術部隊企图突击但遭恐怖分子狙击，麦克莱恩将C4炸药扔进电梯井炸死部分恐怖分子，掩护 遇袭警方撤离。
霍莉的同事哈利·埃利斯代表恐怖分子劝麦克莱恩投降遭拒后被格鲁伯杀害，后者在楼顶检查炸药时遇到麦克莱恩，急中生智自称逃脱的人质，麦克莱恩给他手枪防身，格鲁伯朝对方开枪时才发现里面没子弹，正好此时其他恐怖分子赶到才没被麦克莱恩反杀，逃脱的麦克莱恩被碎玻璃割伤脚掌且雷管遗落。联邦调查局在大楼外接管现场，而且正如格鲁伯预料的那样下令断电，金库最后的关卡因此失效，恐怖分子拿到不记名债卷。
联邦调查局同意格鲁伯的要求派直升机停在楼顶，打算用武装直升机消灭恐怖分子。麦克莱恩发现格鲁伯计划炸毁楼顶杀害人质，让当局以为恐怖分子也在爆炸中丧生。格鲁伯看到新闻采访麦克莱恩夫妇的孩子，推断麦克莱恩就是霍莉的丈夫。恐怖分子把人质赶上屋顶，但格鲁伯把霍莉留下。麦克莱恩开枪把人质赶离屋顶，直升机以为他是恐怖分子马上开枪，格鲁伯此时引爆炸毁屋顶和直升机。西奥在停车场寻找车辆准备撤离，但被从车载无线电了解情况的阿盖尔打倒。
筋疲力尽而且遍体鳞伤的麦克莱恩发现格鲁伯和同伴劫持霍莉，他向格鲁伯投降，但就在对方准备开枪时用背后只余两颗子弹的隐藏枪支打伤格鲁伯并打死他身边最后一名恐怖分子。格鲁伯摔出窗户时抓住霍莉的手表想拖她陪葬，麦克莱恩解开手表，格鲁伯摔死。卡尔对弟弟托尼的死无法释怀，在外面伏击麦克莱恩，但被鲍威尔所杀。此前在新闻中暴露麦克莱恩夫妇身份的记者理查德·索恩伯格又想上前采访，霍莉当头就是一拳。阿盖尔开着豪华轿车冲出车库，带上麦克莱恩夫妇离开。

## 演员
- 布鲁斯·威利斯饰約翰·麥克連，纽约市警察局警探[2]；
- 艾倫·瑞克曼饰汉斯·格鲁伯，冷酷无情的恐怖分子首脑[3]；
- 亚历山大·乔杜诺夫饰卡尔，格鲁伯的副手[2]
- 邦妮·比蒂丽娅饰霍莉，麦克莱恩的夫人，两人关系疏远[4]；
- 雷金纳德·维尔约翰逊饰阿尔·鲍威尔，洛杉矶警察局警佐[5]；
- 保罗·格里森饰德韦恩·罗宾逊，洛杉矶警察局副局长[6]；
- 德沃罗克斯·怀特饰阿盖尔，豪华轿车司机[5]
- 威廉·阿瑟頓饰理查德·索恩伯格，毫无底线的电视记者[7][8]；
- 小克拉伦斯·吉尔亚德饰西奥，格鲁伯手下的技术专家[4]；
- 哈特·巴克纳饰哈利·埃利斯，霍莉的同事，为人低俗[9]；
- 詹姆斯·繁田饰约瑟夫·高木义信，霍莉公司总裁[4]。

其他演员及角色包括：布鲁诺·多勇饰演的弗朗哥、安德雷斯·魏斯涅夫斯基诠释的托尼、乔伊·普列瓦出演的亚历山大、洛伦索·卡克西尔兰萨扮演的马可、格拉德·波恩饰演的克里斯托夫、丹尼斯·海登诠释的埃迪、阿尔·梁出演的乌利、加里·罗伯茨扮演的海因里希、汉斯·布林格饰演的弗里茨、威赫姆·冯·霍姆伯格诠释的詹姆斯都是格鲁伯手下恐怖分子。勞勃·戴維与格兰德·布什分别出演联邦调查局特工大小约翰逊。特雷西·赖纳扮演索恩伯格的助理，泰勒·弗里与诺亚·兰德分别诠释麦克莱恩夫妇的孩子露西和小约翰。

## 制作

### 前期和编剧

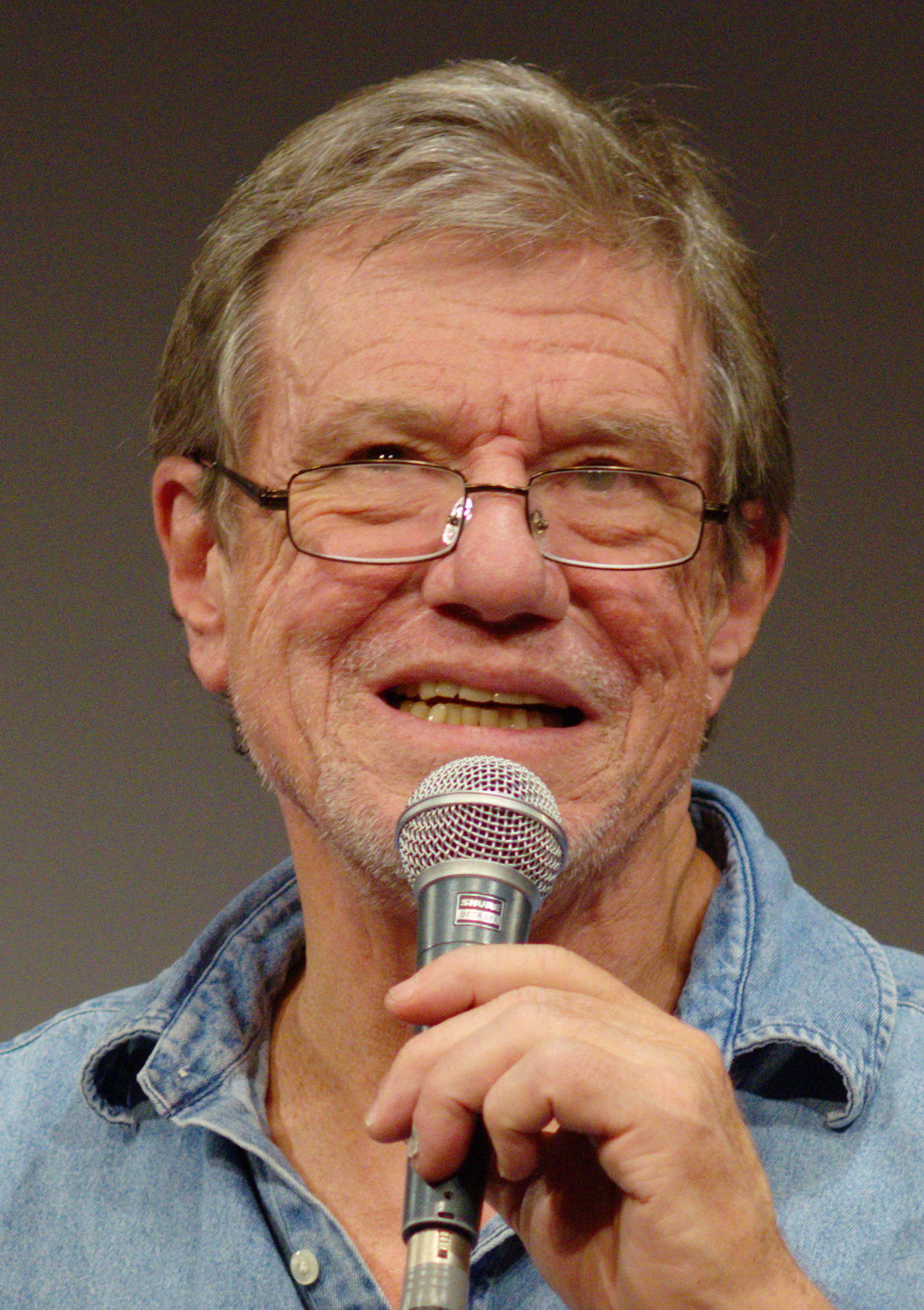
导演約翰·麥提南（摄于2014年）

1987年，剧作家杰布·斯图尔特身陷财政困境，哥倫比亞影業买下他的剧本后搁置项目，与华特迪士尼影片签署的合约没产生足够收入。斯图尔特有六周空闲时间，经纪人杰里米·齐默联系二十世纪福克斯旗下制片商戈登公司的开发部主任劳埃德·莱文。
罗德里戈·索普曾是警察，观看1974年灾难片《沖天大火災》后梦见武装分子在大楼内追杀某人，以此为灵感在1978年推出小说《世事无常》。福克斯曾在1968年把索普1966年的小说《大侦探》改编成同名电影，法蘭·仙納杜拉扮演纽约市警察局警察乔·利兰德。续作《世事无常》出版前福克斯就买断电影改编版权，莱文要求斯图尔特改编成剧本。
莱文只要求保留洛杉矶和圣诞节背景，其他方面由斯图尔特自行发挥，觉得故事构想很吸引人。电影的初步构思类似“办公大楼里的兰博”，借势热卖的兰博系列电影。制片人劳伦斯·戈登与喬·西佛同麦克蒂尔南合作的1987年动作片《鐵血戰士》非常成功，决定请他导演本片。麦克蒂尔南同意但提出条件：本片不能像其他恐怖主义电影那样只有“肮脏与恶毒的行径”，必须包含“欢乐”情节。
斯图尔特在伯班克的迪斯尼制片厂办公室每天工作18小时，累到筋疲力尽、濒临崩溃边缘。他与妻子吵架后开车出门，看到车道上的盒子后已经避之不及只能压过去，所幸后来发现盒子是空的。斯图尔特自称在高速公路边上停车时心中砰砰乱跳，由此决定在剧本加入男子向夫人道歉、避免事态恶化成灾难的核心主题。他开车回家向妻子致歉，当晚就写出35页剧本。为让麦克莱恩夫妇的关系更加真正可信，斯图尔特还在剧本中描绘麦克莱恩同事的婚姻问题，如离婚、配偶改回娘家姓氏等。

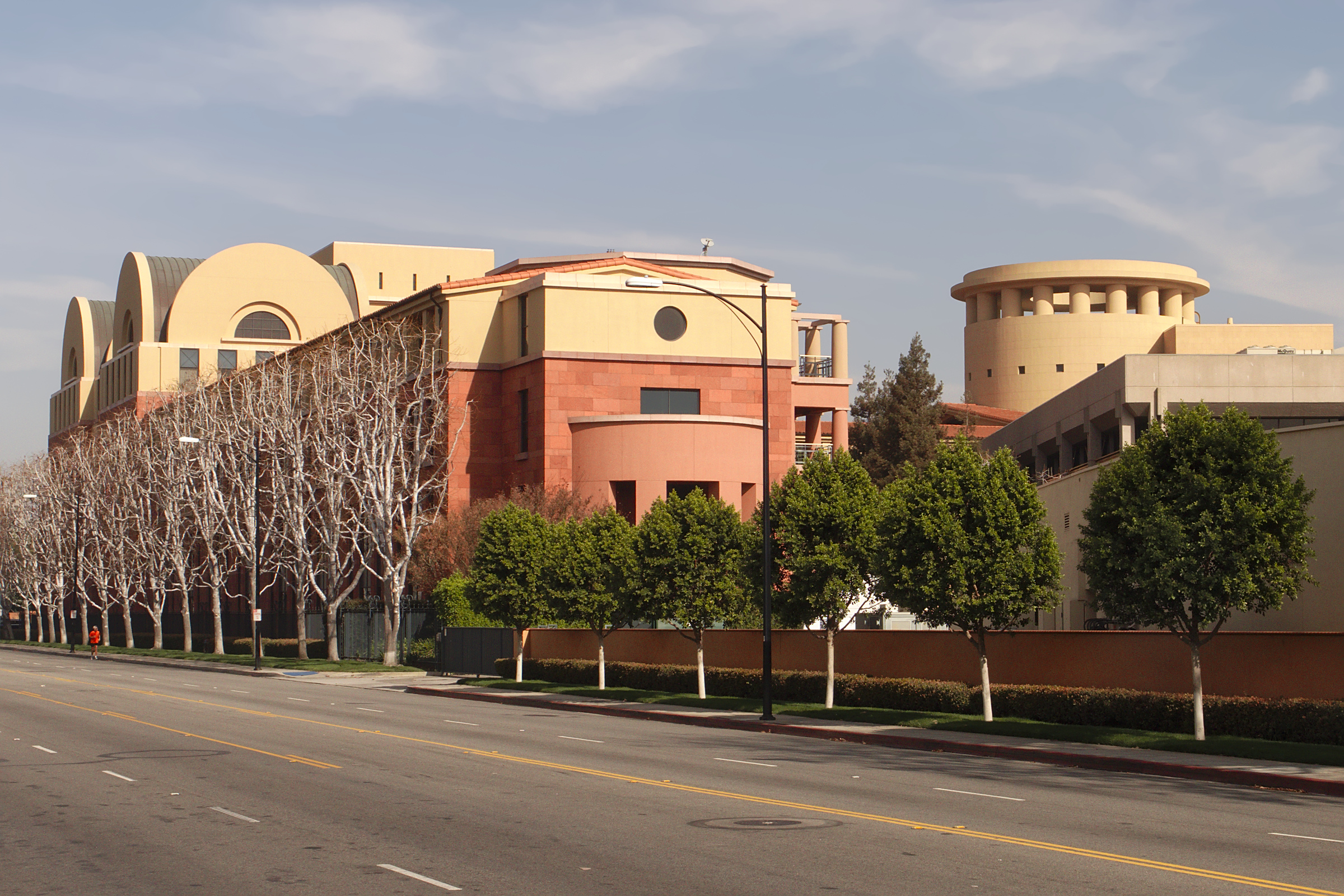
杰布·斯图尔特在加利福尼亚州伯班克的迪斯尼制片厂（图）办公室创作剧本初稿

约翰·麦克莱恩原名约翰·福特，但福克斯觉得这对已故同名导演不敬，本是凯尔特人后裔的斯图尔特于是改用麦克莱恩，觉得这是典型的苏格兰人姓氏。在他看来，男主角身上有缺点，从最恶劣的处境中学到教训变得更好，但还不至脱胎换骨。斯图尔特还是第一次为动作片编剧，他借鉴以往惊悚片的创作经历，力图让观众关心麦克莱恩夫妇以及他们是如何和解。斯图尔特向福克斯高层介绍构想时被戈登打断，对方要求他写完剧本就离开会场，斯图尔特此后用接近六周写好初稿。
斯图尔特自称是在莱文帮助下理解《世事无常》，剧本许多情节忠于原著，如扔进电梯井的C4炸药、主角靠楼顶到处转移等。不过小说完全是从男主角的视角讲述，他没有参与的情节不详，而且基调更显讥诮和虚无：男主角去克拉克森大楼探望染上毒瘾的女儿，反派安东·格鲁伯对克拉克森公司支持独裁政府不满，派童军游击队抢劫大楼，结果与男主角的女儿从楼上摔下双双丧命。如此设定令男主角的行为动机更加复杂，在他杀死童军士兵、特别是女童的时候尤为明显。另外，小说中的男主角年纪更大，是经验丰富的安全顾问。斯图尔特觉得原著格调过于伤感，年过花甲的动作英雄实在荒谬。他为麦克莱恩不在场的情节增加素材，扩充人物设定或者加入新角色，鲍威尔变得拖家带口所以更理解麦克莱恩，小说仅有早期出场的阿盖尔在剧本中反复露面，向恐怖分子的无线电播放说唱音乐来帮助男主角。无良记者索恩伯格是剧本原创人物。
斯图尔特很喜欢西部片影星約翰·韋恩，决定为剧本加入牛仔术语等西部片元素。他结识在建的洛杉矶福克斯广场建筑总监，得以进出大楼，构想如何布置桥段、展开人物。1987年6月斯图尔特上交定稿，次日更获绿灯，福克斯公司急于在1988年推出暑期票房大片。

### 选角

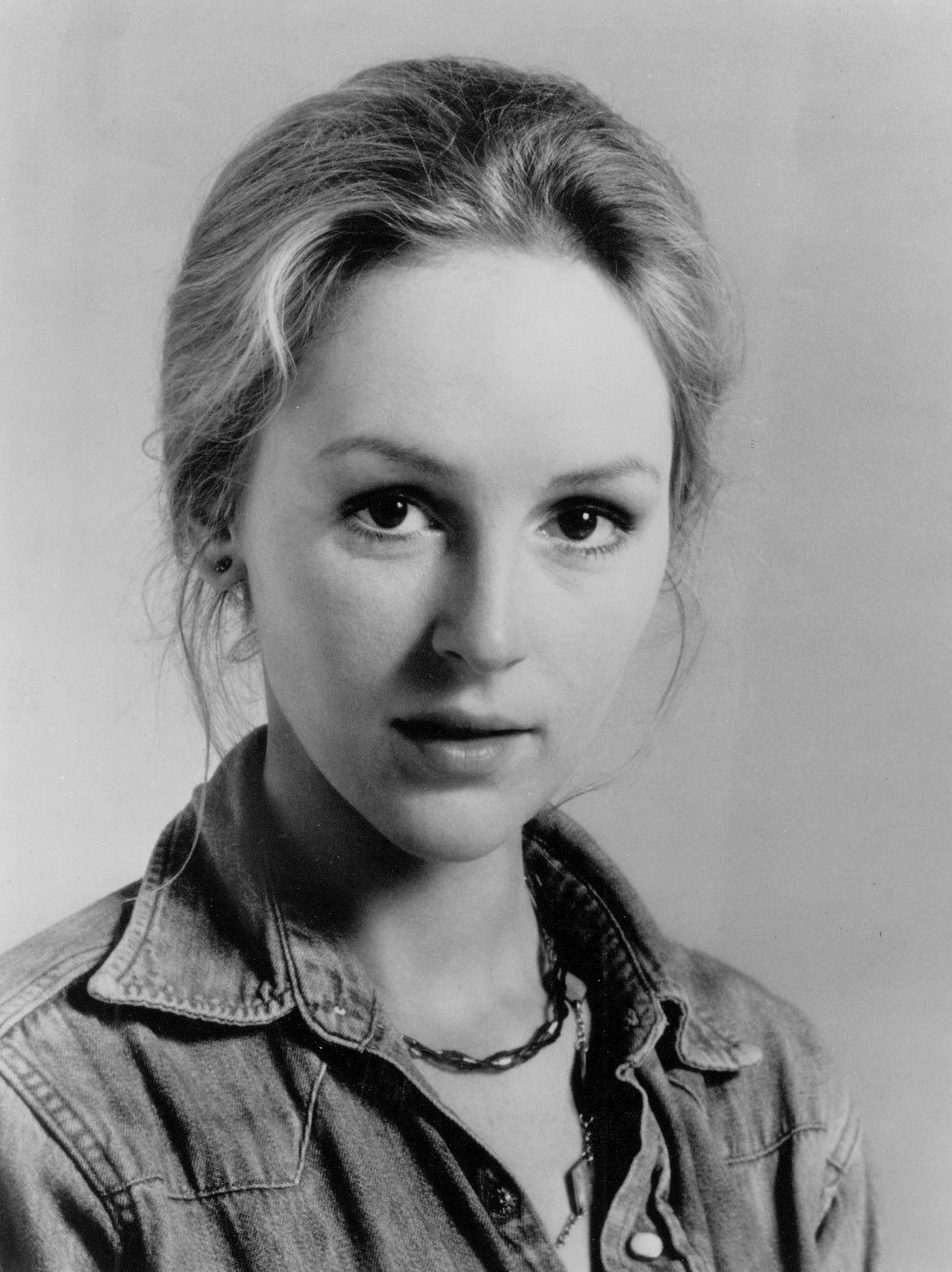
威利斯对《我心不停转》里邦妮·比蒂丽娅（图）的演出很满意，请她出演霍莉

《世事无常》是《大侦探》的续作，福克斯受合约限制必须邀请辛纳特拉出演男主角，但已是古稀之年的辛纳特拉谢绝。其他获邀影星包括席維斯·史特龍、李察·基爾、克林·伊斯威特、哈里森·福特、畢·雷諾斯、尼克·诺尔蒂、梅尔·吉布森、唐·強生、李察·狄恩·安德森、保羅·紐曼、占士·堅。此时动作片市场是以阿诺·施瓦辛格这样肌肉发达、男子气概十足的无敌硬汉为主流，施瓦辛格接到邀约但决定拓展戏路，主演喜剧片《龙兄鼠弟》。威利斯此时主要靠与斯碧尔·谢波德搭戏的搞笑爱情电视剧《蓝色月光》出名，一度因该剧合同制约谢绝出演本片，但《蓝色月光》因谢泼德怀孕中断制作11周，威利斯有足够时间参演电影。
麦克蒂尔南的女友有机会和影院评分代表面谈，请他们分析威利斯主演电影的前景，结果表明不会对电影不利，两周后威利斯确认参演。威利斯此前只主演过成绩一般的喜剧片《相亲》，选他主演本片引发争议。此时电视和电影演员泾渭分明，虽有《魔鬼剋星》证明电视演员主演的电影同样有望大卖，但谢莉·朗和比爾·寇司比前不久尝试转型的作品都以失败告终。
威利斯拿到500万美元本酬，与德斯汀·荷夫曼、沃伦·比蒂、勞勃·瑞福等成名影星处在同等水平。二十世纪福克斯总裁伦纳德·戈德堡宣称《虎胆龙威》需要威利斯这样有潜力的演员，所以开出这么高的本酬。戈登认为威利斯身上这种平常人的特点对观众相信英雄也会失败至关重要。另有消息称大批知名演员谢绝出演令福克斯孤注一掷。威利斯本人表示：“他们认为我对该片来说值这价”；在他看来，麦克莱恩与史泰龙、施瓦辛格所演那些超出生活的人物不同，“他是英雄，也是普通人，是身陷极端境地的平凡人物”。威利斯把新泽西州南部工薪家庭的成长经历融入角色塑造，包括“渺视权威的人生态度、黑色幽默、以及不情不愿之下诞生的英雄”。
《虎胆龙威》是瑞克曼的银幕处女作，此时他已年过四十。西尔弗对他在百老汇舞台剧诠释的大反派很满意，请他出演汉斯·格鲁伯。威利斯对比蒂丽娅在1983年传记片《我心不停转》的表现满意，剧组接受他的建议。选角主任杰基·伯奇曾与维尔约翰逊合作，《虎胆龙威》是后者首度主演电影，剧组还曾考虑勞勃·杜瓦、金·哈克曼和勞倫斯·費許朋。与西尔弗相熟的巴克纳扮演埃利斯，戏份按时间顺序用三个多礼拜才拍完。麦克蒂尔南本期望埃利斯像加里·格兰特般风度翩翩，但巴克纳认为人物吸食可卡因成瘾而且缺乏安全感，所以会有片中那些举动。导演本对巴克纳的表演颇为反感，但在看到戈登和西尔弗都很喜欢这种滑稽演出后改变主意。

### 改写剧本

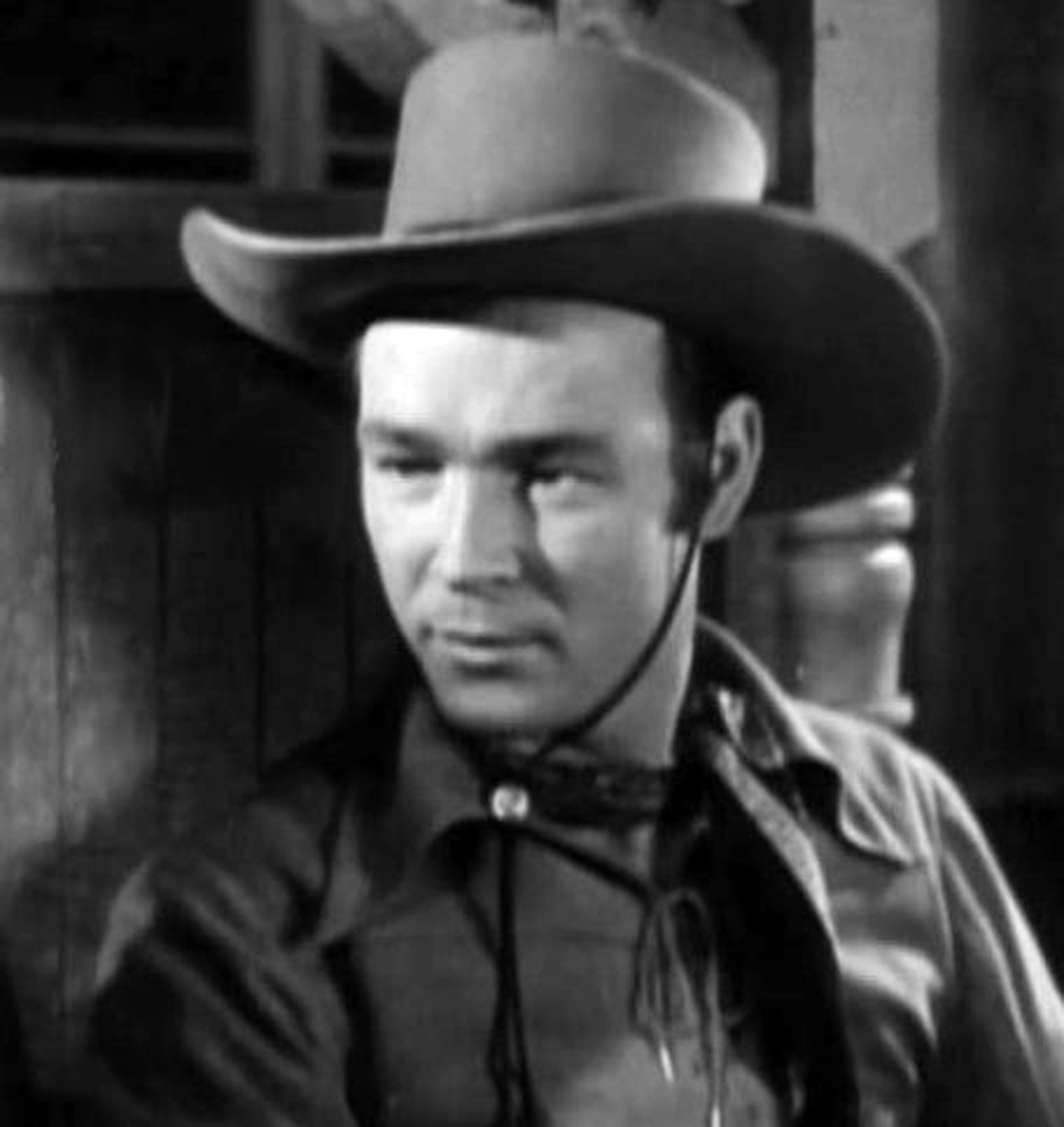
約翰·麥克連的口头禅“狗娘养的速来受死”源自西部片影星罗伊·罗杰斯的台词“小儿速来受死”

剧作家斯蒂芬·德索萨曾有融合动作和喜剧的创作经验，受命改写斯图尔特的剧本。他从格鲁伯担当主角的角度重塑情节：如果格鲁伯“没有计划并落实抢劫，（麦克莱恩）就会到聚会上与夫人和解，如此不难看出电影情节是靠反派推动，应该不时站在他们的角度来看电影”。德索萨利用福克斯广场的蓝图展开剧情，安排大楼内的人物位置。
电影开拍后剧本仍在修改，开拍后前几周威利斯还在参与《蓝色月光》制作，白天拍电视剧最多达十小时，晚上再参与《虎胆龙威》拍摄。麦克蒂尔南给予威利斯休息时间，要求德索萨加入新情节，许多次要情节和人物就是这段时间加入，如霍莉的管家、霍莉在高木死后质问格鲁伯、介绍索恩伯格出场，以及鲍威尔与其他警察的行动。
西尔弗希望电影结尾前就让麦克莱恩和格鲁伯产生交集，德索萨无意中听到瑞克曼练习美国口音后想到，格鲁伯可以在遇到麦克莱恩时伪装，于是他改写高木遇害的桥段，确保麦克莱恩此时不知道格鲁伯的身份。加入两人碰面的桥段后，麦克莱恩杀死西奥的情节删除。
斯图尔特的原版剧本情节持续三天，但麦克蒂尔南在莎士比亚喜剧《仲夏夜之夢》影响下决定把剧情收缩到一个晚上。他还决定不把恐怖分子描绘成“恶魔”，取消政治诉求，直接把他们塑造成只想发财的窃贼。导演认为，这样的安排更适合暑期娱乐大片。
麦克莱恩的人物形象是在电影制作近一半时才定型。麦克蒂尔南与威利斯认为男主角自我观感不佳，只是面对恶劣局势尽力而为。麦克莱恩的口头禅“狗娘养的速来受死”源自老牛仔术语，如西部片演员罗伊·罗杰斯的口头禅“小儿速来受死”，突出角色美国普通人的一面。剧组还曾探讨口头禅发音，最后采纳威利斯的提议。

### 摄制

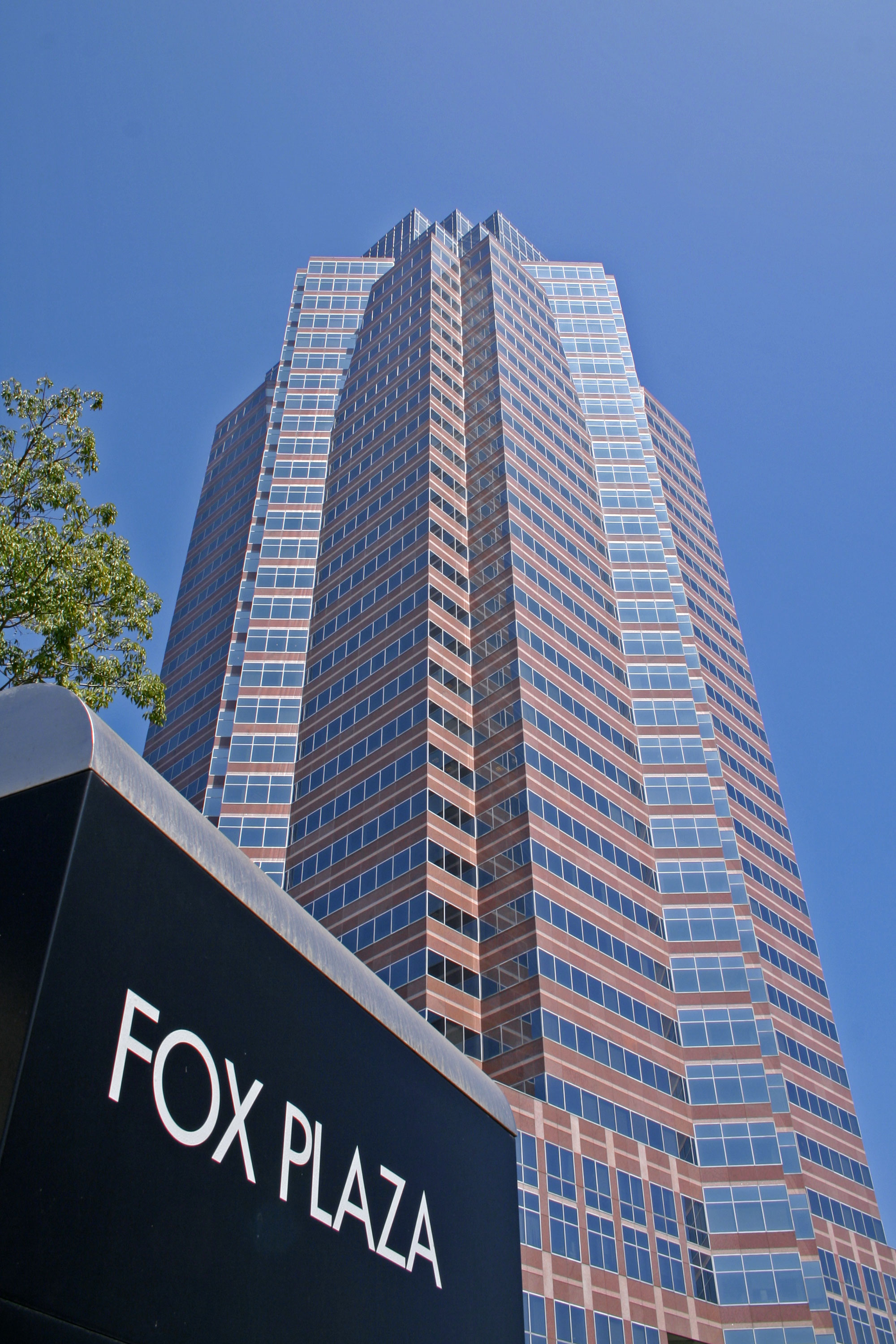
洛杉矶的福克斯广场是片中大楼外景地

电影1987年11月开始主体拍摄，1988年3月上旬收尾，预算2500至3500万美元，基本在洛杉矶福克斯广场及周边取景。美術指導总监杰克逊·德戈维亚在制作后期选中福克斯广场，大楼还在建设所以基本没人，符合拍摄需要，剧组承诺不在白天拍摄、而且大楼不会因爆破损伤后获许进楼摄制。
摄影师扬·德邦特认为设计独特的大楼本身就很有戏，隔老远便能看清，方便拍摄男主角靠近楼盘的镜头。建筑内部可以看到周边城区，增强真实感。德邦特经常用手持相机拍摄人物特写令镜头更显“亲密”。他觉得一旦采用错综复杂的分鏡，摄影师的工作就变得按部就班毫无挑战，所以电影基本不事先分镜。德邦特与麦克蒂尔南详细探讨每天如何拍摄，镜头需传达何等感受。与画面美观相比，摄影师更注重营造戏剧效果。片中采用真实的火焰拍摄，产生的烟雾难以预料，有时还会阻挡画面。
威利斯1987年11月2日首度抵达片场，是直接从《蓝色月光》拍摄现场赶来摄制麦克莱恩的关键桥段，即人物跳着脚狼狈逃离，屋顶就在身后爆炸，靠水管才免于摔死。在威利斯看来，参与《虎胆龙威》的演出更加困难，和以往经历相比他的独角戏大幅增多，与其他人物缺乏接触。他在拍摄空隙很少与其他演员交流，基本是和新情侣黛米·摩尔在一起。比蒂丽娅与维尔约翰逊戏外大部分时间与瑞克曼交流，与戏内截然相反。
电影开拍时尚未敲定结局。成片最后是西奥从恐怖分子来时所乘卡车内开出救护车用于逃生，但这段内容是开拍后加入，恐怖分子乘车抵达大楼的镜头已经拍好，卡车尺寸根本装不下救护车。随后恐怖分子调节各自泰格豪雅手表的时间保持同步，镜头显示卡车里面是空的。为适应新结尾，这些镜头只能剪掉。根据剧本，麦克莱恩发现恐怖分子都戴着泰格豪雅手表，进而意识到刚遇到的美国人质其实是格鲁伯。阻止西奥逃脱的是阿盖尔，所以有必要增加表现他英勇行为的情节。这场戏是在摄制最后十天加入，拍摄时怀特的确打到吉尔亚德。
部分人物根据演员表现灵活调整，有些角色早早被杀，有些戏份更多。演员有一定的即兴发挥空间，如西奥的台词“四分卫完蛋啦”、巴克纳的台词“汉斯哥们，我就是你的大救星”、乌利在偷袭特種武器和戰術部隊时偷巧克力棒吃。法國新浪潮电影对导演剪辑本片影响很大，他聘请弗兰克·乌里奥斯特和约翰·林克一起剪辑，而且与当时主流手法不同，三人在影片拍摄期间就开始剪辑。

### 配乐
麦尔蒂尔南对斯坦利·库布里克电影《发条橙》采用的贝多芬第九交响曲选段《欢乐颂》印象很深，聘请作曲家邁克爾·凱曼前就决定在片中采用:568–569。凯曼反对用动作片“糟蹋”如此经典，提议折腾德国作曲家威廉·理查德·瓦格纳的作品:568–569:13。导演向作曲家介绍《发条橙》是如何用第九交响曲彰显极端暴力，凯曼这才理解他的用心:568–569。不过，作曲家坚持认为片中还应采纳《发条橙》用过的歌曲《雨中哼唱》，以及1934年的圣诞颂歌《冬季仙境》:13。他把《欢乐颂》与上述两首歌的旋律融入配乐，主要用来突出片中反派:561:13。《欢乐颂》的曲调降音，令音乐听起来更具威胁，格鲁伯终于打开金库时，背景音乐的第九交响曲进入高潮:13。《让雪下吧》也是本片配乐的重要参考:561。
凯曼起初看到的电影版本还不完整，感觉不怎么样:13，似乎就是反派能力非凡，麦克莱恩对比之下根本无足轻重:13。凯曼对电影配乐看法也很一般，认为一旦脱离电影情境，配乐就像一文钱买个夜壶，贵贱不说，根本不是个东西。他创作的配乐包含拨弦、拉弦、铜管、木管乐器，并在出现威胁时配以雪橇铃铛声，与铃铛通常代表的喜庆气氛相对。片中还有其他古典曲目充当有源音乐，如音乐家在聚会上演奏约翰·塞巴斯蒂安·巴赫的勃兰登堡G大调第三协奏曲。
麦克蒂尔南对片尾卡尔企图杀害麦克莱恩时的配乐很不满意，决定改用詹姆斯·霍纳为《異形2》创作但没有沿用的曲段。1987年动作片《怒火救援》也曾采用这段乐曲的主题动机。此外，片中还采用Run-DMC的歌曲《霍利斯圣诞》，促使歌曲后来成为圣诞经典。

## 特技与设计

### 特技
1982年的阴阳魔界电影拍摄事故导致多人丧生，电影特技的流程和片场安全标准生变，优先保证剧组人员安全而非电影制作。但威利斯坚持不用替身亲自参与危险镜头摄制，如从楼梯上滚下，站在正常使用的电梯上面。他拍摄的第一组镜头是用水管裹住脚，从广场顶楼跳下逃生。镜头拍摄时，他需要从停车场五层跳到7.6米下的安全气囊上，身后是18米高的火墙爆炸。威利斯自认这段特技拍起来非常困难。爆炸的冲击将他推向安全气囊边缘，剧组人员一度以为他没命了。麦克莱恩吊在大楼外的镜头是替身演员肯·贝茨代劳。

艾倫·瑞克曼吊在升高的平台上，然后掉到下面的安全气囊。为追踪拍摄掉落画面，剧组用自动系统控制摄影机对焦，确保演员一直在拍摄焦距范围

麦克莱恩从楼上跳下后开枪打破窗户进入楼内的镜头是在拍摄周期约过去一半时摄制并另行搭建外景，此时所有参与特技演出的剧组人员都已积累一定经验。窗户是用易碎的糖玻璃制成，要两个小时才搭好，所以这场戏不适合反复重拍。替身演员站在窗户下方拉住水管，把威利斯朝楼房边缘拉进，这样一旦男主角摔落，他们也能更准确地控制落点。剪辑师乌里奥斯特决定保留麦克莱恩掉落通风井并撞到下方开口的镜头，威利斯的替身演员因意外导致摔落位置比预期远。威利斯拍摄麦克莱恩朝桌子开枪杀死恐怖分子的镜头时因空包彈开火声音太响、离头太近导致左耳听力永久减弱三分之二。
格鲁伯摔落大楼的镜头记载不一，瑞克曼拍摄时的跌落高度在6到21米不等。他先吊在升高的平台上，然后掉到下面的蓝屏安全气囊上，再与福克斯广场所拍画面及类似不记名债卷纸屑的镜头合成。瑞克曼需要向后摔上气囊，通常替身演员为控制跌落过程都要避免面部朝上摔落。为说服瑞克曼同意，麦克蒂尔南亲自示范向后倒在纸板箱上。剧组向瑞克曼谎称会数到三再把他摔落，实际上提前放手来捕捉他深感意外的表情。导演对此表示：“这种情况他可没法儿假装。”这场戏本来一遍就已拍好，但麦克蒂尔南说服瑞克曼多拍一遍备用。
瑞克曼以每秒9.8米的速度掉落，拍摄难度很大，人根本不可能如此迅速地调整镜头焦距，防止瑞克曼变模糊。老板制片厂在视觉特效师理查德·艾德兰德督导下研发电脑控制的自动系统，能利用马达迅速调节摄影机焦距。拍摄时采用每秒270帧的广角镜头，拍摄的画面比正常情况慢十倍。不过，这些创新手法仍然难以在人物跌落的1.5秒内完全保持对焦，最后只能在可取部分用完后切换镜头。为拍完这场戏，贝茨从福克斯广场跌落97米，靠近地面时用安全带减速保障安全。广场住户对建筑周边的垃圾和破坏不满，在剧组拍摄广场外景时拒绝关掉办公室的灯。
剧情需要把特種武器和戰術部隊的车开上福克斯广场台阶，剧组为争取管理人员同意持续谈判数月。拍摄期间撞倒的栏杆后来一直没换。剧组沿导线布置少量炸药并伪装成恐怖分子使用的火箭弹，营造车辆遭火箭弹袭击的效果。为拍摄麦克莱恩把C4炸药扔进电梯井制止恐怖分子袭击警方的镜头，特效组意外炸毁大楼其中一层所有的窗户而不自知。片尾的直升机桥段单准备就耗时半年，而且必须在两小时内拍好。剧组共在福克斯广场楼顶尝试三次，动用九个摄制组并采用24种摄像机。德邦特认为从不同角度拍摄令画面更具现场真实感。
剧组用类似迫击炮的设备装满丙烷拍摄爆炸镜头，十分钟安装换来的火焰只能持续六秒。大厦楼顶的爆炸是用微缩模型制作，这也是片中唯一采用微缩模型的镜头。扮演弗里茨的布林格演出经验不足，电影拍摄进度落后，剧组安排美國原住民替身演员戴上金色假发，身上带有爆管，以求一次拍好弗里茨丧生的桥段。

### 设计
福克斯广场的办公室采用标准螢光燈照明，为防止室内镜头雷同，德邦特在高处藏有小型电影灯。这样既能灵活调整照明、增强戏剧效果，又能尝试不同寻常的照明定位。他还在地板上放置荧火灯管拍摄，令观众以为楼房还在建设，灯管都没装好。剧本持续调整意味着部分内景或外景设计完成后才知道用途。
片中人质被控制在大楼30层，剧组需搭建外景。外景内重现弗蘭克·勞埃德·賴特设计的落水山莊，德戈维亚声称此举旨在反映日本企业收购美国企业资产的当代潮流。片中霍莉任职公司的商标起初与卍非常相似，后来改成类似日本武士头盔。大楼30层看向城市的镜头采用长达120米的接景摄制，并以动画灯光及其他照明手法呈现日间和夜间的交通情况。

## 发行

### 背景

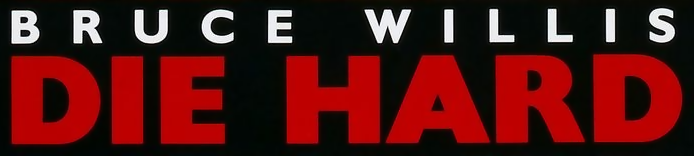
《虎胆龙威》商标

电影业界高管预测动作和喜剧片将主导1988年暑期市场，不过发行的电影远不止这两类。面向老年观众的电影超过青少年观众，表明观众平均年龄上升。预计《鳄鱼邓迪2》、《第一滴血3》这类卖座大片续集将主导五月票房，打破上映首周营收纪录；业界高管还对《來去美國》和《谁陷害了兔子罗杰》等喜剧片寄予厚望。
《虎胆龙威》面对强劲对手竞争，前景不为业界看好，施瓦辛格主演的《红色警探》和克林特·伊斯特伍德主演的《賭彩黑名單》都是威胁很大的动作片。《纽约时报》指出，电影业界会密切关注《虎胆龙威》与喜剧片《小人物历险记》和《百萬金臂》的成败，文章还专门强调威利斯拿到极高片酬的《虎胆龙威》，特别是他不久前上映的西部片《落日》惨淡收场，令人质疑他是否具备男一号的实力。劳伦斯·戈登承认，没有史泰龙或施瓦辛格主演，观众对本片的兴趣必然低于预期。他们的高片酬主要源于票房号召力，能在上映首周引来大批影迷入场，此后再靠口耳相传吸引其他观众，但威利斯显然不具备如此条件。

### 市场营销
威利斯在电影宣传早期地位显著，但情况随发行日期临近生变。威利斯此前名声不佳，外界认为他为人傲慢，只关心自家名声。对此他毫不在意而且拒绝向传媒透露私生活内容，令外界成见更形稳固。威利斯本人表示希望媒体只关注他的演艺事业。另据报道，影院观众看到《虎胆龙威》预告片上出现威利斯时就会抱怨、叹气，某连锁影院商家为此撤掉预告片。许多电影制片厂的研究结果表明，观众对威利斯观感不佳，没什么兴趣观看他出演《虎胆龙威》。《新闻周刊》的大卫·安森称，从来没有哪位拿到500万美元片酬的影星像威利斯般不受大众待见。
二十世纪福克斯对威利斯的信心动摇，电影海报随之改成突出事发大楼，威利斯的姓名改用小字。七月中旬制片商刊登电影的首份整版报纸广告，上面没有威利斯的形象。福克斯公司高管汤姆·谢拉克声称变更营销策略不是要把威利斯藏起来，而是因为大楼本身就是电影的重要组成，与演员同样重要。预览观众的反响远超预期，电影上映一周后，宣传广告开始以更显眼的手法强调威利斯。往常不愿接受采访的威利斯多次走上日间电视节目为电影摇旗呐喊，自称“对该片备感兴奋......这正是我想当演员的原因”。

### 票房
1988年7月12日，《虎胆龙威》在洛杉矶雅科剧院首映，7月15日开始北美限量发行并收入60万1851美元，平均每家电影院2万8659美元，按平均收入可谓非常卖座。《洛杉磯時報》声称宣传中后期改变策略、动作片人气消退本应对《虎胆龙威》不利，是良好的评价和有限范围试映将之塑造成“必看”影片。
7月22日，电影在1276家剧院全面上映并收入710万美元，平均每家5569美元，在周末票房榜排第三，仅次于上映第五周的《谁陷害了兔子罗杰》（890万美元）和第四周的《來去美國》（880万美元）。上映第三周本片以610万美元跌至第四位，爱情喜剧新片《鸡尾酒》以1170万美元跃居榜首，《來去美國》和《谁陷害了兔子罗杰》分别进账640和650万美元。第四周《虎胆龙威》收入570万美元重返季军位置。影片上映期间从未登上票房榜冠军宝座，但连续十周都在前五名，在1988年北美电影票房榜排第七，仅次于《雨人》（1亿7280万美元）、《谁陷害了兔子罗杰》（1亿5410万美元）、《來去美國》（1亿2810万美元）、《飛進未來》（1亿1490万美元）、《龙兄鼠弟》（1亿1190万美元）、《鳄鱼邓迪2》（1亿零930万美元）。
电影在其他国家和地区上映估计收入5770万美元，总票房在1亿3910万到1亿4070万美元范围，在1988年全球电影票房榜排第十，落后《雨人》（3.54亿美元）、《谁陷害了兔子罗杰》（3.29亿美元）、《来去美国》（2.88亿美元）、《鳄鱼邓迪2》（2.39亿美元）、《龙兄鼠弟》（2.16亿美元）、《第一滴血3》（1.89亿美元）、《一条叫旺达的鱼》（1.77亿美元）、《鸡尾酒》（1.71亿美元）和《飛進未來》（1.51亿美元）。
1988年暑期北美票房总额达17亿美元，比上一年的纪录高一亿，是1984年仅三部电影票房破亿以来成绩最好的暑期档。《虎胆龙威》取得远超预期的巨大成功，在喜剧片主导的1988年表现格外亮眼，与未达预期的《第一滴血3》、《红色警探》等动作片对比显著。《洛杉矶时报》影评人希拉·本森认为市场走向表明观众群体和品味已经生变，特别是25至37岁男观众已朝反对酗酒、性别歧视和盲目大男子主义的方向转变。二十世纪福克斯过去几年业绩乏善可陈，所幸有本片、《飛進未來》和《少壮屠龙阵》救场。此外，《虎胆龙威》还证明动作片远未过时。

## 反响

### 专业评价
《虎胆龙威》上映之初观众反响热烈，但整体评价不一，专攻电影市场研究的影院评分民调结果给予“A+”的最高评分。
麦克蒂尔南的导演功底赢得赞誉。戴夫·基尔在《芝加哥論壇報》发文称赞麦克蒂尔南所选方向令电影更显大气，几乎比内容本身更有价值。《洛杉矶时报》影评人凯文·托马斯认为，片头恐怖分子控制大楼的桥段如同教科书，导演和摄影师的功底可见一斑。基尔认为德戈维亚负责的室内装饰非常巧妙，罗杰·埃伯特认可电影的特技和视觉效果。
威利斯的演出反响不一，许多人认为本片是威利斯的突破之作，确保他从电视演员顺利过渡成电影明星，证明他有挑大梁的实力和喜剧表演功底。凯西·赫芬斯与詹姆斯·米尔斯认为威利斯的表现同《蓝色月光》相比变化显著，人物身上少一分性别歧视，多一点男子气概。赫芬斯还称麦克莱恩更符合威利斯的工薪阶层出身，表演更加可信。特里·劳森、保罗·威利斯坦等影评人指出，选择威利斯出演男主角的成效超出预期，为当代英雄人物增添脆弱和幽默的一面，表现后悔、害怕、优柔寡断的同时又不至太搞笑或过分强调男子气概，台词在他嘴里说出来效果与其他动作影星截然不同。马克·安德鲁斯认为，男主角脆弱的一面对本片至关重要，促使观众关心人物命运。还有文章认为，威利斯在喜剧表演方面最具天赋，但还远远没有充分发挥。
《华盛顿邮报》刊登哈尔·辛森的文章，称赞威利斯融优雅和强健体魄于一身，以此跻身史泰龙与施瓦辛格这类动作巨星行列，但文森特·坎比又觉得威利斯给观众的感觉还不够强悍。影评人普遍认为威利斯的戏剧表演能力有限，杰伊·博亚尔称威利斯是扮演麦克莱恩的完美人选，但基尔批评男主角只达到电视明星水平。理查德·希克尔称威利斯扮演的麦克莱恩满腹牢骚还那么投入，片尾脱掉汗衫大概已是他的演技极限。不过希克尔承认，面对视觉特效的确难以发挥演技。
瑞克曼的演出赢得赞誉。卡琳·詹姆斯称赞格鲁伯是“完美的毒蛇”，是电影最大的亮点；辛森将格鲁伯与劳伦斯·奥利维尔在《理查三世》的演出对比，认为两者的恶毒和嘲讽态度颇为相似。基尔也称格鲁伯堪称“经典恶魔”，把克勞德·雷恩斯呈现的愚蠢和乔治·麦克雷迪身上“微笑而痴呆”的特征融为一体。坎比声称全片以瑞克曼的演出最靠谱，埃伯特对电影整体评论不佳，但特别称赞瑞克曼的演技。影评人普遍认可比蒂丽娅的表演，但感叹片中对麦克莱恩和鲍威尔的关系着墨更多，她的发挥空间远远不足。希克尔特别批评片中麦克莱恩去救老婆前向鲍威尔告解的情节，认为这令夫妻重归于好的意义大减。埃伯特和希克尔都认为片中只有麦克莱恩和鲍威尔的人物形象比较丰满。迈克·西多尼指出，《虎胆龙威》得以大卖，威利斯、瑞克曼和维尔约翰逊三人角色间的互动功不可没；赫芬斯与米尔斯认为是演员表现成就本片。埃伯特批评格里森（图）扮演的警局高管“既没用又愚蠢”，浪费观众时间，破坏剧情魅力。托马斯认可电影邀请众多少数族裔演员演出。
许多文章批评片中动作和暴力内容。托马斯认为影片剧情有漏洞，无法令人信服。在他看来，本片剧情属于精心安排的产物，目的是确保尽可能多的观众满意，但这种做法浪费电影潜力，暴力和杀戮无法体现惊悚片的智慧。坎比也有类似看法，认为只有想一直看到爆炸、听到巨响的观众才会喜欢本片。他还称，《虎胆龙威》是“我们时代近乎完美的电影”，经过设计专门用来吸引“儿童成年人”，即心态还是儿童的成年观众。希克尔特别批评片中鲍威尔为救麦克莱恩枪杀卡尔的情节，认为太显愤世嫉俗，对麦克莱恩与鲍威尔间颇显人道魅力的友谊不利，因为鲍威尔是靠暴力手段弥补失误，找到救赎。辛森认为剧情有意操纵观众情绪，令他们为这一幕欢呼。卡琳·詹姆斯在《纽约时报》表示，影片依赖老套的动作戏带领观众逃避现实，过程还蛮有趣；辛森认为片中惊险场面一浪接一浪，但观影体验仍然不佳。
影评人认为《虎胆龙威》包含众多经典电影的典故，如《火烧摩天楼》、《海神號遇險記》、《异形》、《異形2》和《机器战警》。基尔认为本片就像《异形》和《机器战警》一样用幽默且令人感伤的设计完善动作片类型，但这种做法也令电影本身缺乏特色。西多尼称，经过《虎胆龙威》对比，《铁血战士》、《北越歸來》和《第一滴血》这类动作大片如今看来就像一堆特百惠家庭用品般平淡无奇。
天主教會批评《虎胆龙威》、《基督最后的诱惑》、《百万金臂》和《一条叫旺达的鱼》等众多1988年电影“道德上令人反感”。勞勃·戴維与施瓦辛格一起观看本片，施瓦辛格觉得很不错，但不喜欢戴维扮演人物的情节，称“你明明是英雄！可这会儿就变成白痴啦！”

### 荣誉

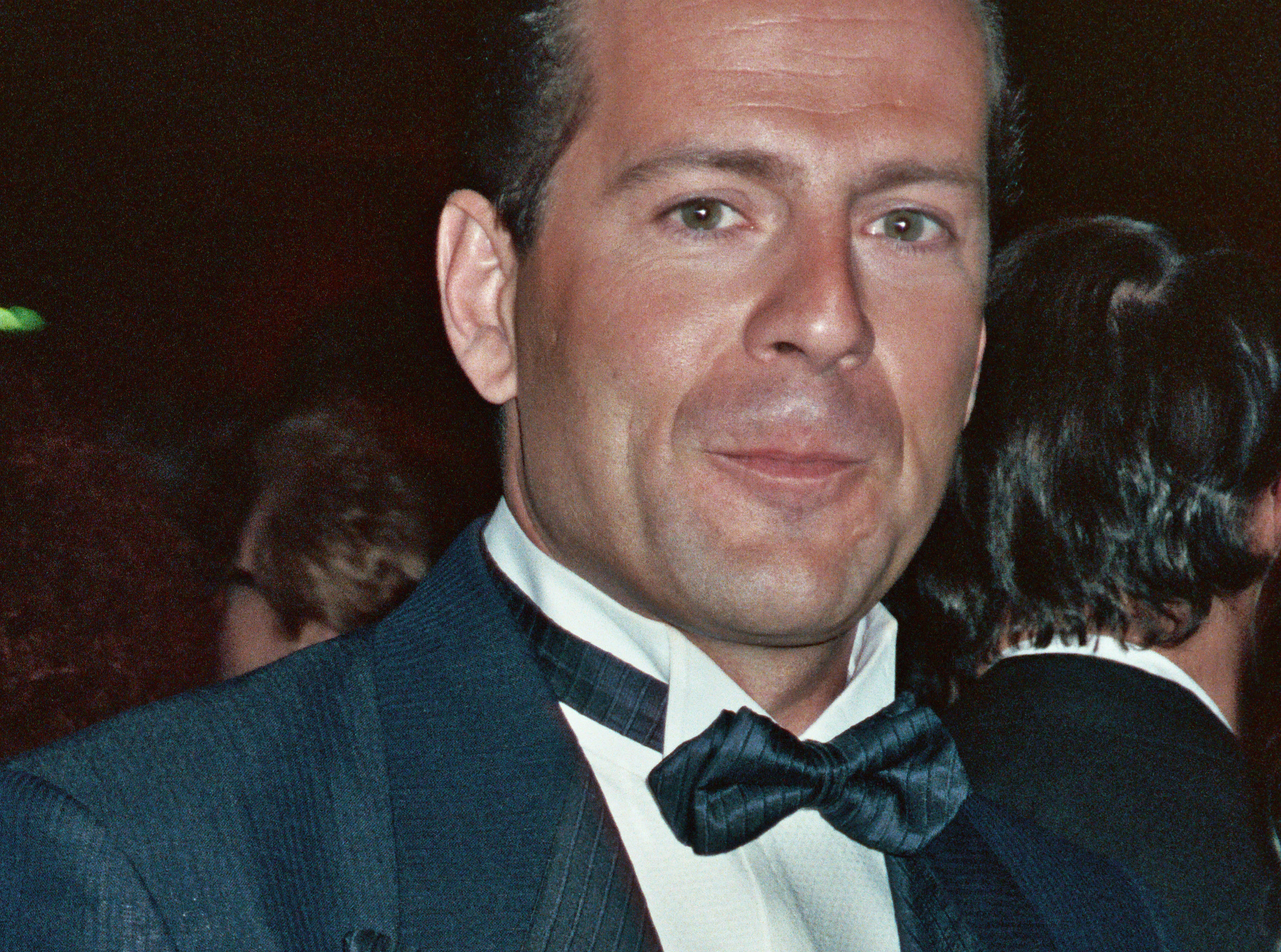
布鲁斯·威利斯1989年出席第61届奥斯卡颁奖典礼

《虎胆龙威》获第61届奥斯卡金像奖最佳剪辑（乌里奥斯特和林克）、视觉效果（艾德兰德、阿尔·迪萨罗、布伦特·博茨、泰恩·莫里斯）、音效剪辑（斯蒂芬·亨特·弗利克和理查德·绍尔）、音效（唐·巴斯曼、凯文·克里利、理查德·奥弗顿和小阿尔·奥弗顿）四项提名。迈克尔·凯曼因本片获BMI电视电影音乐奖。

## 其他商品

### 家用媒体
《虎胆龙威》的VHS录像带1989年1月发布，定价89.98美元。影片在录像带租赁市场表现火爆，二月上旬面世首周就登上出租榜季军位置，并在第二周登顶，保持六周后才在三月底被《一条叫旺达的鱼》挤下。截至1997年，估计本片录像带出租总收益达3600万美元。
1999年下半年，《虎胆龙威》与续集《終極警探2》和《終極警探3》的合集DVD发布。2001年本片推出特别版单片DVD，包含麦克蒂尔南、德戈维亚和艾德兰德的评论音轨，还有删除镜头、预告片和幕后花絮图片。电影的藍光光碟2007年问世。2015年的《虎胆龙威：中富广场收藏版》蓝光影碟采用类似本片大楼（即中富广场，以霍莉任职的中富公司命名）形状的包装盒，包含全部五部《虎胆龙威》系列电影。2018年是本片上映30周年，电影经修复发布4K解析度超高画质蓝光影碟，除提供标准蓝光影碟外还支持数码下载，另有限量铁盒收藏版发布。

### 其他作品
《虎胆龙威》催生的其他商品包括服装、搪胶收藏玩偶、涂色书籍、活动手册、陶器、圣诞毛衣、饰品，还有讲述电影情节的圣诞图书。1989年，面向康懋達64和Windows平台的同名第三人称射击电子游戏发布，后又面向TurboGrafx-16和红白机平台推出不同的竖版射击游戏。TurboGrafx-16平台版以麦克莱恩在丛林对抗恐怖分子开始，红白机版提供“脚步计”功能，如果人物多次踩上碎玻璃就会影响行动速度。
根据前三部《虎胆龙威》系列电影改编的PlayStation游戏《虎胆龙威三部曲》1996年发售后颇为热销。1997年，日本街机游戏《快打刑事》经重新设计在西方国家以《虎胆龙威街机》之名发布，玩家可选择麦克莱恩或第二主角克里斯·汤普森在中富广场战斗，打败恐怖分子营救总统千金。2002年有两款根据本片改编的第一人称射击游戏面世，《虎胆龙威之大厦惊魂》再现本片情节，《虎胆龙威：深仇大恨》相当于电影的续作，麦克莱恩对抗格鲁伯之子皮耶特。
2018年的编年史图书《虎胆龙威终极视觉史》详述五部《虎胆龙威》系列电影发展历程，配合本片上映30周年纪念发售。USAopoly根据电影开发的图版游戏《虎胆龙威：中富大劫案》2019年发布，最多支持四名玩家各自扮演麦克莱恩、格鲁伯或恐怖分子，争取率先完成各自任务。

## 主题分析

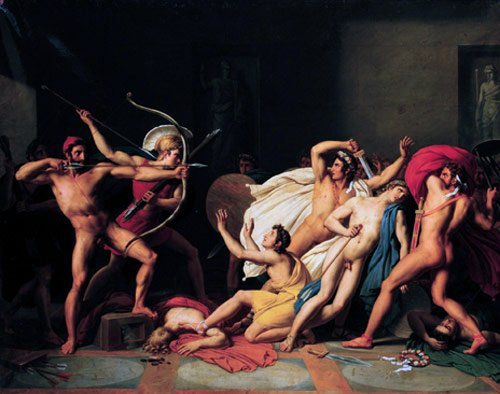
1812年描绘奥德修斯在忒勒玛科斯帮助下准备杀死夫人的追求者。亚历山大·布恩认为麦克莱恩从恐怖分子手中救回夫人与奥德修斯的经历异曲同工

影评人理查德·布罗迪与克里斯·休伊特声称，《虎胆龙威》的情节核心是以暴力取得救赎。麦克莱恩到洛杉矶挽救婚姻，但还是改不了以往的脾气，反而扩大与夫人的裂痕。布罗迪与休伊特指出，麦克莱恩以暴力制服恐怖分子后，两人的婚姻才呈现和解迹象。鲍威尔的情况类似，多年前意外枪击儿童后他一直无法释怀，是在拔枪打死卡尔后才赢得救赎。片中男子在愤怒或自负情绪下行事往往没有好下场，如联邦调查局特工、卡尔、埃利斯，麦克莱恩开枪打中格鲁伯时差点因一时炫耀导致霍莉丧命。埃伯特指出，片中脾气温和的人物往往表现更好，其中大多是非裔美国人。麦克莱恩自认信奉天主教，需要忏悔才能得到救赎。布罗迪称麦克莱恩忍受肉体惩罚，碎玻璃割伤脚板造就血流不止的“聖傷”，最后通过这些牺牲挽救家庭。以此角度，麦克莱恩就像工薪阶层的耶稣式人物。
亚历山大·布恩认为，男主角以暴力手段夺回妻子，与希腊神话里奥德修斯杀死夫人佩涅洛佩的追求者异曲同工。部分男子特质令麦克莱恩处境不利，但最后还是凭男子气概赢得认可。杰弗里·布朗认为麦克莱恩所穿汗衫旨在突出肌肉发达的阳刚形象，兰博等动作片角色也穿着同类服饰，《铁鹰战士3：死亡陷阱》中的雷切尔·麦克利什、亦或《终结者2：审判日》里的琳達·漢彌頓这些女演员展示肌肉线条时同样身穿汗衫。鲍威尔与阿盖尔身体强壮程度不及麦克莱恩，但他们重视友情，有需要便不吝行动并一举成功。麦克莱恩体型强壮但行事缺乏条理、依赖即兴发挥，是靠盟友的帮助才成功，他与鲍威尔的友谊对结果至关重要。两人关系密切，麦克莱恩愿意向鲍威尔告解，承认他身为丈夫的不足，这些话他甚至没和霍莉讲过，自己也因倾诉成长。相比之下，格鲁伯自私自利，牺牲团队成就自我，注定最后失败。
彼得·帕夏尔认为，麦克莱恩与格鲁伯如同镜子的两面。布罗迪称麦克莱恩就像西部片影星罗伊·罗杰斯、约翰·韦恩或賈利·古柏，是纯粹而典型的美国人形象，对手格鲁伯是在古典教育下成长的欧洲反派，视美国为“破产”的文化。伊丽莎白·阿贝勒指出，与《超人》、《法櫃奇兵》等过去十年的超级英雄电影相比，麦克莱恩的强健身魄更真实可信，传达独立且内心充满力量的“真男人”理念。贾斯汀·张与马克·奥尔森认为，美国总统罗纳德·里根鼓吹美国梦、自立自主、积极主动和技术进步，麦克莱恩的“真男人”形象便反映上述政治立场。
威利斯认为，麦克莱恩是在别无选择时才走上对抗恐怖分子的道路，如果能够选择，他宁愿把重任交给他人。斯科特·托比亚斯认为男主角出场时戴婚戒的镜头代表他决心挽救婚姻。霍莉正好相反，既没戴婚戒，名字也改回娘家姓。上级送她的礼物是劳力士手表，代表她专注工作，将事业置于婚姻之上。片尾麦克莱恩解开霍莉的手表，以免她被格鲁伯拖下楼摔死，相当于打破夫妻分离的象征，两人走向和解。
帕夏尔指出，《虎胆龙威》的女角色趋于负面，或像海報女郎一样仿佛性符号，在怀孕时饮酒，圣诞假期却出席职业聚会而不陪伴家人。霍莉在雇主死后看似接掌权力，但如此权力源自格鲁伯赋予，她行使权威的手段仍是像传统女子般关怀、照顾同事。霍莉的生活一直是男人主导，只不过在雇主死后换成麦克莱恩。达林·佩恩认为，本片反映当代社会男子身为主要家庭收入来源的地位降低，越来越多的女子走上职场，藍領工作落入外来移民手中。电影情节便是美国牛仔力挽狂澜，从外国雇主手中夺回妻子。
《虎胆龙威》包含反政府、反官僚和反企业元素。恐怖分子断定麦克莱恩受警察规章所限不能伤害他，打算利用对手遵守规矩反杀。麦克莱恩回答“难怪队长大人老是这么说我”，表明他以往经常忽视官僚批准的工作程序。布罗迪指出，警方对男主角的阻碍往往比恐怖分子还大，自以为一切尽在掌握，丝毫不知一举一动都不出恐怖分子算计。警察局长无能至极，联邦调查局似乎只想消灭恐怖分子，对人质安危无动于衷。麦克莱恩就像平民百姓，与打扮成大城市精英的恐怖分子斗争。正如埃利斯所言，企业职工与恐怖分子唯一的区别是前者用笔，后者用枪。警察、联邦调查局特工和窥人隐私的记者都一度站在麦克莱恩对立面，最后都没有好下场。帕夏尔还称，电影以圣诞节为背景，可以视为侵蚀传统社会价值观。企业在平安夜聚会，导致雇员不能与家人团聚，反派对待圣诞节象征的态度更加恶劣。麦克莱恩消灭对手维护圣诞价值，就是维护传统、保卫社会。
恐怖分子大多是德国人，中富广场是日本企业所有，人质是美国人:16。布罗迪认为这反映当时日本科技企业扬言统治美国科技业的背景下、美国人对外国势力的忧虑，麦克莱恩挽救局面代表美国创造终将胜利:16。德国和日本是美国的老对手，片中两国人士为经济利益置正直诚信于不顾。基尔称本片体现20世纪80年代蓝领阶层对女权、雅痞、传媒、政府和外国人士的强烈反感情绪。布罗迪认为电影在描绘非裔美国人方面颇有进步，维尔约翰逊、吉尔亚德和怀特都在片中扮演重要角色。
《影音俱樂部》发文指出，《虎胆龙威》与越南战争无关，这同众多20世纪80年代电影不同。联邦调查局特工自称直升机突袭行动就像打仗，电影对此报以嘲讽，同事称打仗时他还在念初中。不过，《帝國雜誌》认为电影仍然影射越战，装备不足的国人对抗设备精良的外国侵略者，落后的一方最后胜利。德鲁·艾尔斯声称，片中企业大楼的布局类似越南隐秘丛林。

## 影响

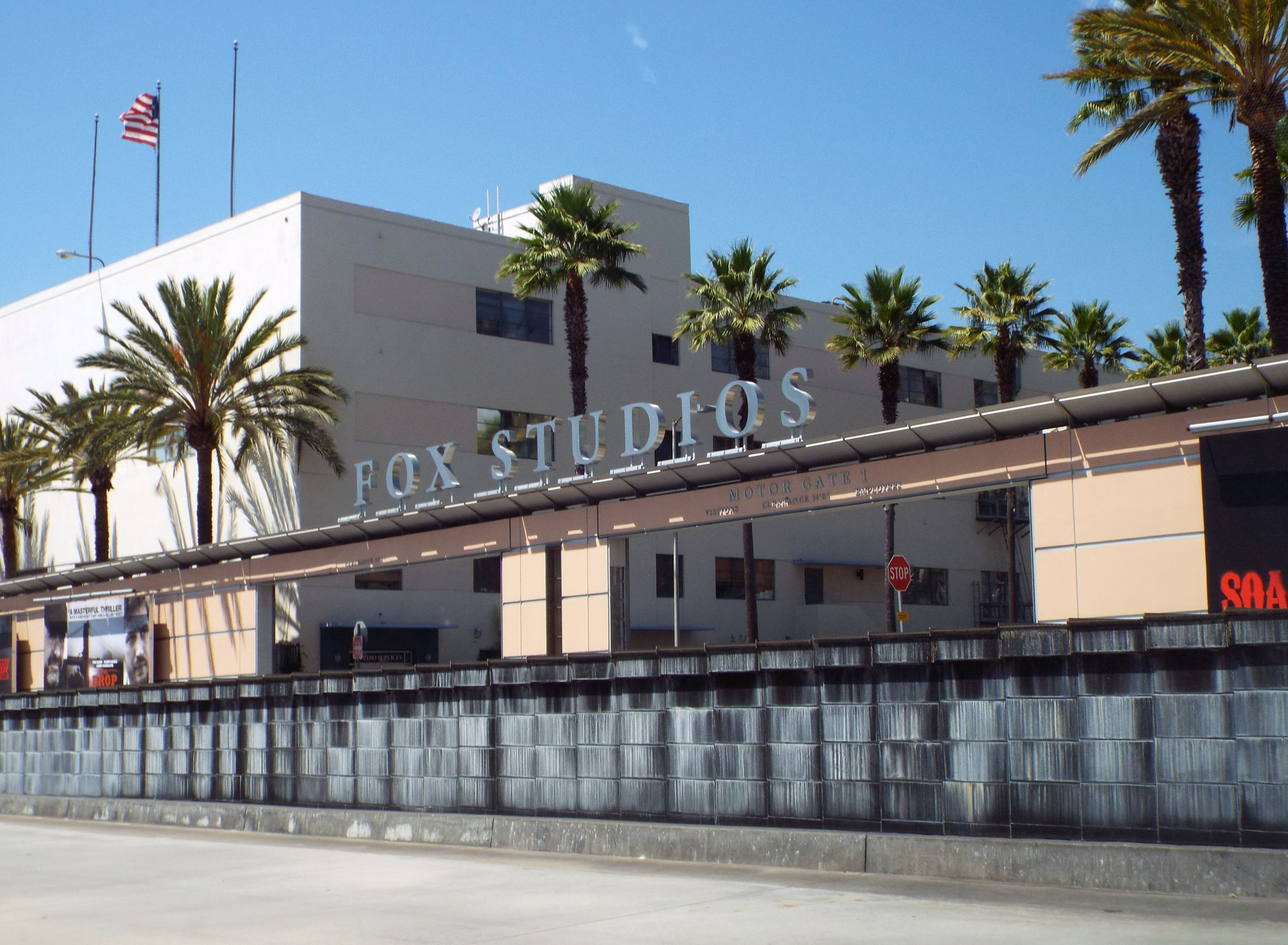
位于洛杉矶世纪城的福克斯制片厂入口，2013年电影上映25周年庆典期间，这里挂有約翰·麥克連爬过通风口的巨型壁画

### 行业影响
《虎胆龙威》上映前，动作片通常是施瓦辛格或史泰龙这样肌肉发达的男影星领衔，他们扮演的英雄所向披靡、万无一失而且出口成章，电影背景往往不切实际。威利斯演绎的麦克莱恩截然不同，体型和身份都很普通，与传统英雄设定全然对立。他的事业及生活都很失败，有英雄的一面，也有脆弱的一面，不吝在公开场合表现难过情绪，敢于承认怕死，还要承受持久的创伤。重要的是，他的口头禅是身处极端处境下心情紧张的产物，而非自信强过对手的俏皮话，需要他忍受折磨和痛苦，靠意志克服。
瑞克曼扮演的格鲁伯同样令人耳目一新。过去的动作片反派往往形象空洞、或是有各种反常的疯子。格鲁伯身为反派受过良好教育、头脑聪明，与片中英雄截然相反。《影音俱乐部》称他是动作电影反派的代表；《帝国杂志》认为格鲁伯在達斯·維達后所有电影反派中名列前茅。瑞克曼自承格鲁伯对他一生意义重大。20世纪80年代上映的传统动作片数量更多，但在《虎胆龙威》影响下重心逐渐变化，背景趋于小众而紧凑，英雄更像普通人，反派往往魅力十足、计划周密。
威利斯从电视明星提升成全球闻名的影星，瑞克曼也一炮走红。20世纪80年代新老经纪人竞标战达到顶峰造就威利斯的高片酬。《纽约时报》称威利斯的500万美元片酬仿佛“地震”，米高梅/联艺总裁艾伦·拉德二世称电影行业当时一片混乱，他就像业内其他小伙伴般惊呆了。上一次演员片酬发生如此重大的变化还是达斯汀·霍夫曼550万美元主演《杜絲先生》，当时最高片酬不过200到300万美元。业内预计大明星的片酬会显著上涨，拉开他们和威利斯等新人的差距。麦克蒂尔南接下来把他非常喜欢的小说改编成电影《追擊赤色十月》。维尔约翰逊1989年获选参选情景喜剧《凡人琐事》，持续演出至1997年。
福克斯广场变成热门旅游景点，但大楼不向游客开放。罗纳德·里根把电影取景的楼层用作办公室，他的首席顾问参观时施工现场还到处是碎玻璃和子弹壳。2013年电影上映25周年之际，洛杉矶世纪城福克斯制片厂立起麦克莱恩爬过通风口的巨型壁画。

### 文化影响
2017年，《虎胆龙威》因“文化、历史和美学领域的显著成就”入选美国国会图书馆國家影片登記表。2007年，布鲁斯·威利斯把他在片中所穿汗衫捐给史密森尼学会的美国国家历史博物馆。评论认为满是血迹和汗渍的汗衫堪称本片标志，象征麦克莱恩与那些所向披靡的英雄截然不同。
《虎胆龙威》是20世纪80年代极具影响的电影，是此后动作片、特别是90年代动作片的范例。电影原名成为英语新词汇，意指身处小范围环境的普通人独自克服万难，对抗占据压倒优势的敌人。同类作品包括：《潜龙轰天》（1992年，相当于“军舰版虎胆龙威”）、《巔峰戰士》（1993年，“高山版《虎胆龙威》”）、《生死时速》（1994年、“客车版《虎胆龙威》”）、《空军一号》（1997年，“飞机版《虎胆龙威》”）。另据威利斯回忆，有人请他出演“摩天楼版《虎胆龙威》”，他当时回答这不是拍过了吗。1996年的动作惊悚片《絕地任務》（“阿爾卡特拉斯島版《虎胆龙威》”）面世后，动作片的格局才显著改变，大量采用计算机成像技术突破实地和真人特技局限。2018年，斯科特·托比亚斯在《衛報》发文指出，还没有哪部后来电影完全把握《虎胆龙威》的精髓。
众多电影人称《虎胆龙威》是他们的灵感来源，如莱克茜·亚历山大、戴倫·艾洛諾夫斯基、布拉德·伯德、喬·卡納漢、加雷斯·埃文斯、巴里·杰金斯、喬·林區、保罗·谢尔、布萊恩·泰勒、丹·特拉亨伯格、柯林·特雷沃羅、保罗·W·S·安德森。导演詹姆斯·岡恩在2020年冠状病毒病疫情期间建议人们观看本片。电影的人气对电视、电影、电子游戏和音乐等传媒都有影响，甚至在面向儿童的传媒作品引述。1993年，威利斯在恶搞喜剧片《重载武器》客串麦克莱恩。
公众对《虎胆龙威》是否算圣诞电影难以达成共识，正方认为有圣诞背景就算圣诞电影，反方主张本片算动作片，只不过故事发生在圣诞假期。2017年YouGov向五千多英国公民征求意见，只有三成出头认为《虎胆龙威》是圣诞电影，支持者大多不满24岁，反方基本年过半百。2018年早间咨询对2200美国公民开展类似调查，只有两成五认为本片算圣诞电影。30至44岁受访者、即电影上映时年轻尚轻者大多赞成。德索萨和斯图尔特认为本片是圣诞电影，威利斯觉得不是。2018年电影上映30周年之际，二十世纪福克斯宣称《虎胆龙威》是“史上最佳圣诞故事”，发布重新剪辑的预告片，看起来就像传统圣诞电影。另据德索萨回忆，西尔弗预测本片此后很长时间都将在圣诞假期播映。

### 时间的考验
媒体将《虎胆龙威》评为史上动作片杰作。2018年电影上映30周年之际，《好莱坞报道》发文宣称不管怎么看，《虎胆龙威》都是极具影响的动作片，当代电影中也不难发现它的影响。《卫报》与英國電影協會认为本片是美国动作片典范之作，英国电影协会还将本片列入史上十佳动作片。《Deadline Hollywood》称《虎胆龙威》是催生经典系列的动作片大餐。奥斯汀·柯林斯在《名利场》杂志自称多次观看本片而且一直觉得制作精良，令人满意。《虎胆龙威》入选2003年观影指南丛书《死前必看的1001部电影》，称赞本片“用孤军奋战行之有效地重新定义动作片”。
《影音俱樂部》的回顾评论表示，威利斯身上平凡人的特质对本片成功至关重要。瑞克曼称电影富含智慧与格调，上映数十年后仍能赢得影迷青睐。爛番茄收集的78篇评论文章综合认可度达九成四，平均评分8.5（最高十分）。网站共识评价写道：“绝对的假日经典动作片，无论仿作还是续作，那种绷紧神经的快感都不能望本片项背”。Metacritic收集的14篇评论综合打分72（最高100），代表“普遍好评”《滚石》杂志读者2015年投票将本片选入史上十佳动作片；2017年《帝国杂志》读者投票把本片排在第20位，2021年再度评选名次不变。
美国电影学会2001年评选百年百大惊悚电影，《虎胆龙威》排名第39。2008年，《帝国杂志》评选史上电影五百强，本片名列第29。2014年，《好莱坞报道》邀请娱乐界人士评选史上百佳电影，《虎胆龙威》排第83。片中人物同样足以经受历史考验。2003年美国电影学会评选百年百大英雄与反派，汉斯·格鲁伯在反派榜排第46。2006年，《帝国杂志》评选“百大电影角色”，麦克莱恩名列第12位，格鲁伯在17名；2020年更新榜单，麦克莱恩上升到第七名。
众多媒体将《虎胆龙威》列入史上佳片榜单，其中《帝国杂志》、IGN、《娱乐周刊》排第一，《Time Out纽约版》第十，《卫报》第14，《男士健康》第18，另在《时尚先生》、《标准晚报》和《复杂网络》的评选上榜但未排名次。本片是否算圣诞电影的争论也来推波助澜，众多媒体又把《虎胆龙威》列入史上节假电影榜单，其中《帝国杂志》与《旧金山纪事报》排第一，《荷里活報道》第四，數碼間諜第五，《卫报》第八，《娱乐周刊》第16。

## 续集

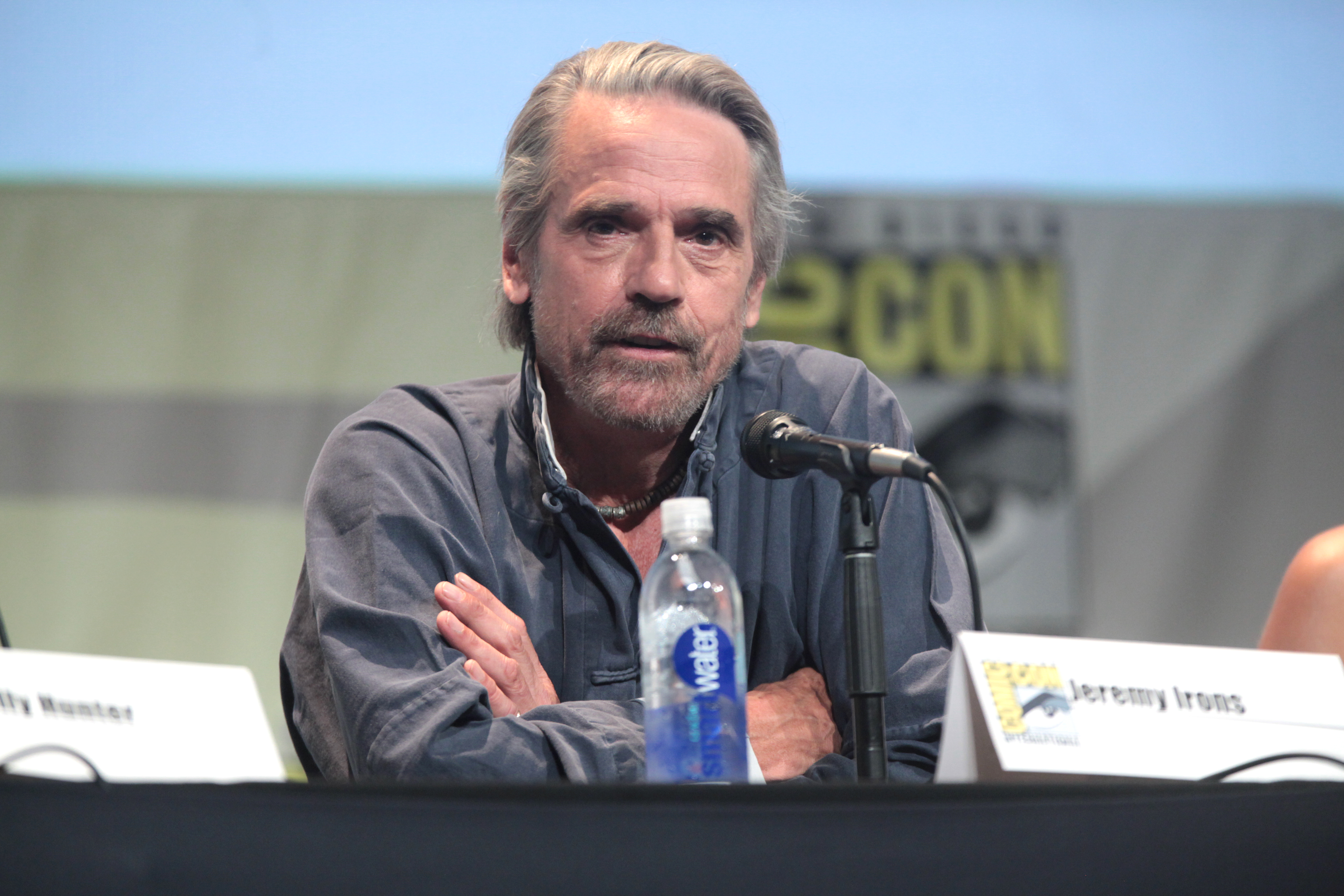
傑瑞米·艾恩斯（摄于2015年）在1995年续作《終極警探3》扮演汉斯·格鲁伯的弟弟西蒙

《虎胆龙威》至今已推出四部续集，1990年的《虎胆龙威2》为充分利用原作人气仓促上马制作。斯图尔特与麦克蒂尔南均未回归，电影由雷尼·哈林执导，是全系列最后一部德索萨、比蒂丽娅、维尔约翰逊、阿瑟頓、西尔弗、戈登参与的电影。西尔弗与戈登在续集完成后不和，还与威利斯发生争执，导致《虎胆龙威3》推迟制作。此外原版《虎胆龙威》仿作众多，令续集难以找到适当的原创构想，进一步导致第三部电影延迟。麦克蒂尔南回归执导《虎胆龙威3》，这也是他最后一次担任本系列导演；麦克莱恩的对手西蒙由傑瑞米·艾恩斯扮演，是汉斯·格鲁伯的弟弟。
《終極警探4.0》2007年上映，麦克莱恩与賈斯汀·隆饰演的黑客合作对抗托马斯·加布里埃尔（蒂莫西·奥利芬特饰）为首的网络恐怖分子。制作商力图吸引青少年观众，所以前三部电影的暴力和粗话在本作大幅减少，电影因此颇具争议，但无论票房还是专业评价都可圈可点。第五部电影《虎胆龙威5》2013年面世，麦克莱恩与儿子杰克联手转战莫斯科，电影票房还过得去，但不受影评人和系列影迷待见，是全系列最薄弱的环节，负面评价令系列电影陷入僵局。威利斯表示有兴趣拍摄第六部电影，还称第六部便是最后一弹。
从汇总评论来看，《虎胆龙威》一直是全系列评价最高的作品。续集同原作力图避免的20世纪80年代套路动作片越来越像，麦克莱恩变成所向披靡的杀戮机器，放在原作很可能导致原型人物丧命的重创到续集都可以恢复。全国公共广播电台称赞《虎胆龙威》堪称伟大，但乏味的续集只会令原作黯然失色。《卫报》发文指出，从《虎胆龙威》续集可以看出动作片的演化历程，麦克莱恩经过各续集锤炼由人进化成超人。 此外，《虎胆龙威》还有漫画前传和续作面世：《虎胆龙威：元年》的故事发生在1976年，讲述麦克莱恩刚当上警察的经历；《虎胆龙威：疏途同归》讲述原作30年后的故事，已经退休的麦克莱恩追捕连环杀手。